# ぬらりひょん (ゲゲゲの鬼太郎)

境港市水木しげるロードに設置されたぬらりひょんのブロンズ像

ぬらりひょんは、水木しげるの漫画およびそれを原作としたアニメーション、映画などの『ゲゲゲの鬼太郎』（旧題：『墓場の鬼太郎』）に登場する宿敵となる妖怪のひとり。作品シリーズによってそのキャラクター性は異なり、「日本妖怪の総大将」と称られることもある。

## 概要
初登場は、原作漫画では『妖怪ぬらりひょん』、アニメ版ではそのテレビアニメ化である第1作の第12話で、ともに1話のみの登場である。テレビアニメ第2作では登場しない。
テレビアニメ第3作以降は鬼太郎の敵ライバルにあたる準レギュラーとして登場。「日本妖怪の総大将」という呼称の現在のイメージは、このアニメ第3作のときに形成されたものである（ただし、後述するように実質的な総大将というわけでもなく描写もコミカルだったりした）。なお、敵ボスとしての初出は、漫画では『週刊実話』版、映像では第3作の前の実写『月曜ドラマランド』版である。
頭部は大きめの禿頭で皺の深い顔、痩身で身なりのいい老人の姿。一般には、忙しい夕暮れに勝手に他人の家に上がり込み、家人のような顔をして飲み食いをするなどと言われ、タコ（海坊主）の妖怪の一種とも伝承されている。一人称はシリーズを通して「ワシ」だが、一部の作品では「私」や「俺」と言うことがあった。二人称はシリーズを通して「お前」だが、鬼太郎を「貴様」呼ばわりすることが多い。
卑怯で狡猾な手口で悪事を働き、鬼太郎と対立する。だがどこか間抜けなコメディータッチな面もある。基本的に他者を利用するのが得意な悪参謀タイプ。強い妖怪を雇ったり騙したりして、あの手この手で鬼太郎たちを倒そうと画策し、多数のシリーズで「鬼太郎の宿敵」の代表格となっている。
原作とアニメ第1作では、「山田」と名乗って人間に成りすまし裕福な生活を送る一方、盛り場で爆弾テロを起こすなどの悪事を働き、いずれ自分の犯行が鬼太郎にばれることを恐れ、鬼太郎をねずみ男と共に落とし穴に嵌めてコンクリート詰めにするが、迂闊に鬼太郎と握手したために秘術「鬼太郎つき」で手を乗っ取られる。仲間の蛇骨婆に助けを求め、穴から脱出したばかりの鬼太郎を「封じの壺」で止めを刺そうとするが、逆に鬼太郎により古代の石臼を使った「先祖流し」で先史時代に2人とも流されてしまった。他が羽織を着た和装を基本とするのに対し、ここのみ背広を着ている。
週刊実話版『野球狂の巻』では、妖怪の高校「墓の下高校」校長として登場。自校野球部の高校野球界進出に託けて人間界の占領を企むが、それに気付いた人間側の依頼を受けた鬼太郎によって生徒職員共々あの世に流された。
アニメ第3作放送と同時期に連載された、水木しげる作画ではなく水木プロ作画による『最新版』では、アニメ版と共に事実上のボスとして幾話にまたがって登場する。『最新版』ではかつて先祖流しで過去に流されたぬらりひょんが現代まで生き延び、長い間に人間の悪意を得て強大な妖力を得たという設定。三原山の噴火に巻き込まれて火口に落とされるも、最終回で伊豆大島を破壊して復活し、「食妖鬼」と呼ばれる周囲の存在全てを喰らい尽くす怪物となっていた。この状態では自我や知性というものは完全に失われており、目玉の親父も鬼太郎に逃げることを勧めた。最後は鬼太郎の捨て身の攻撃「鬼太郎ミサイル」で粉々に破壊された。
『鬼太郎国盗り物語』では、箱根城でのムーとの決戦の際、妖怪存亡の危機に毛目玉に口説かれて鬼太郎たちに加勢。輪入道部隊、一つ目部隊、狸部隊、カラス天狗飛行隊を指揮し、敵の「ひとだま爆弾」攻撃には、ひとだま食いを召喚して反撃するなど、総大将に相応しい戦力を駆使した。
『妖怪千物語』（ほしの竜一作画）では、第25話で姿を表す。鬼太郎を裁判の罠にかけるが、結局は怒りに燃える鬼太郎のパンチで敗れ、天狗ポリスに500年の溶解刑に処刑された。
アニメ第5作ベースのWii版ゲーム『ゲゲゲの鬼太郎 妖怪大運動会』ではミッションのボスキャラクターとして登場し、部下を使って戦うなどずる賢さを見せる。全てのぬらりひょんのミッションをクリアすると隠しキャラクターとして使えるようになり、応援席では鬼太郎以外の仲間には辛辣だが宿敵の鬼太郎に対しては激励に近い発言をする。
PlayStation 2版ゲーム『ゲゲゲの鬼太郎 異聞妖怪奇譚』では、アニメ第6作に先駆けて水木の妖怪事典準拠のデザインで登場。吸血鬼エリートによって洗脳されていたが、鬼太郎たちの活躍で洗脳が解かれた。条件を満たすと、仲間になることが可能。

## 妖術・技
原作初期とアニメ第1作では「策謀を巡らすことには長けているが、特に攻撃的な妖術を使えるわけではない」とされていたが、後に「妖怪の総大将」という設定が定着するにつれ、徐々に多彩な技を使うようになっていく。
爆弾
原作やアニメ第1作では本に隠したダイナマイトや柄付手榴弾などを家や乗り物などに投げ込んで爆破している。
第3作第4話で使った爆弾は水晶玉のような形状で、爆発力よりも化学的に鉄やコンクリートを脆くする型の模様で、爆煙が充満した後、ビルが崩れ落ちる描写がされている。また、鬼太郎つきのために車内で誤爆した際、自動車は解体したが乗っていたぬらりひょんたちはほとんど無傷だった。
第4作第47話では天狗ポリスから逃走する際に煙幕弾を使用するが、誤って原始時代に繋がるゲートを通ってしまった。
第5作では指に挟める大きさの手投げ弾を敵味方入り乱れた戦いに度々使用し、第8話や第26話では撤退する際に煙幕弾を使用した。
第6作では赤黒い目玉のような形状。この爆弾が手の目の眼球なのか、元々はぬらりひょんの所有物なのかは不明。爆発力は凄まじく、爆心地にいた妖怪は魂さえも現世に残らず消滅してしまう。第89話の終盤で手の目が、鬼太郎やねこ娘、特殊部隊や弁護士の壬生陽子を道連れにするために使用したが、鬼太郎のちゃんちゃんこで防がれたことで大半は軽傷で済んだ。最終話では自ら死を選んだぬらりひょんが使用した。
『異聞妖怪奇譚』では、ダイナマイトを単発や連続で投げつける必殺技として使用。
幻術
原作やアニメ第1・3作ではねずみ男に紙幣と見せかけて木の葉をつかませた。
アニメ第1作では自分の姿を写真から消す術を使い、鬼太郎は妖怪ランプで消えた姿をあぶり出している。
上がり込む・気配を断つ
伝承の通り、全く気付かれずに人家などに侵入する。妖気を消す能力にも長け、鬼太郎の妖怪アンテナにも反応しない（第5作第4話では一瞬だが反応した）。
第4作第101話では一刻堂邸に入って家人に気にかけられることなく、主人の一刻堂の部屋まで侵入している（なお、一刻堂には最初から気づかれた）。
第6作では閻魔大王が所持する「浄玻璃鏡」にも察知されずに地獄に侵入し、大逆の四将の封印を解いた（ただし、同行していた朱の盆までは隠せなかった）。また、鬼太郎が目を離した一瞬で消え去ったり、不意に鬼太郎の背後に現れたりもしている他、バックベアード城にも上がり込むなど、能力を活用し神出鬼没に行動する。
魂を抜き取る
「野球狂の巻」で使用。人間の口に手を突っ込んで魂を抜き取る。被害者は他の妖怪が抜いた場合のように意識不明になるのではなく、一応会話もできるがまるで力が入らないといった様子。
剣術
剣の心得があり、常に仕込み杖を持ち歩いている（軍服を着てサーベルを挿すことも）。アニメ第3、5作では鬼太郎も剣を使うため、両者が剣を交える戦いが頻繁に見られる。
第4作では歴代でも卓越した腕を持ち、第60話では妖怪イカにされた状態で襲いかかった鬼太郎を瞬時に細切れにし（鬼太郎は半魚人のおかげで復活できた）、第71話では朱の盆の額に饅頭を投げつけた後に張り付いた饅頭だけを両断（朱の盆は無傷だった）、第83話では逆柱の生み出した多数の木の葉妖怪を切り裂いている。故に腕に自信を持つことが第113話では裏目に回り、偶然居合を躱した五徳猫たちを「ただものではない」と誤解してしまった。
第6作96話では、まなを殺せなかったねずみ男を始末するために抜刀したが、暴走したバックベアードが現れた騒動の余波で使用しないままに終わった。
変身
月曜ドラマランド版では女性に化けて、人間界で「ぬらり塾」を経営し、妖怪帝国建設のための本拠地としていた。
アニメ第3作第45話では妖怪花と共存していた社長を捕らえ、彼になりすまして妖怪花を蹂躙する。
念力爆弾
『最新版』で使用。指差した一点を中心に大爆発を起こす。町一つを瓦礫と化し、その場にいた鬼太郎一派のほとんどを北極や熱帯まで飛ばしてしまった。
遠隔視
『最新版』では水晶玉を使用、鬼太郎たちの動向を探る。
アニメ版地獄篇では天叢雲剣を水鏡にかざして探った。
第6作85話では空中に遠隔地の様子を映し出し、朱の盆と共にダイダラボッチの動向を観賞している。
巨大化
『最新版』では身体を巨大化させ、部下たちに威圧感を示したり閻魔大王と一騎討ちを演じたりしたこともある。
電撃
アニメ第3作第60話で使用。掌から稲妻状の電撃を放つ。ダイダラボッチのコントロール装置も電撃のような能力で操っていた。
実写映画版『千年呪い歌』では、千年杉の杖から電撃状の念動波を放った。
ビーム
月曜ドラマランド版では、日本刀を抜き、その先端からビームを乱射した。
妖怪香炉
『最新版』10話およびアニメ第3作86話で使用。封印か抹殺された妖怪の魂を呼び出し、一時的に蘇らせる香炉。漫画ではある祠からねずみ男に掘り出させ、アニメでは鬼太郎の下駄を盗んで夢世界に侵入し枕返しから奪った。鬼太郎に退治された妖怪たちを一斉に蘇らせ襲わせた（アニメではそれ以前にも妖怪たちを夢世界で暴れさせることで人間たちに悪夢を見せ、睡眠不足やパニックで事故も起きた）が、あと一歩の所でねずみ男たちが香炉の火を消して蘇った妖怪たちも消えた。
第5作85話で蛇骨婆がミウの洗脳、第6作70話で砂かけ婆が幻術に同名の香炉を使う。
妖魔城の銅鏡
アニメ第4作第96 - 第99話（妖怪王編）で使用。日本各地に隠された四つの破片を集めると妖怪島と妖魔城を復活できる。また他の妖怪の力を吸収してその能力を使うことができ、グルマルキンのゴーレムを操る力やジャイアントの五感を取り込んだ。ただし妖力を取り込ませる機能は敵味方関係なく使える欠点もあり、鬼太郎側の妖怪たちが妖力を送ることで鬼太郎は猫娘の爪攻撃、砂かけ婆の砂攻撃、子泣き爺の岩石化、雪女とつらら女の吹雪、輪入道の炎で反撃した。
鉄の爪
アニメ第5作第39話で初使用。妖怪刑務所に投獄されている間に鉄分の豊富な牢獄の石を食べて体内で精製し、剣のように硬く鋭い爪を自由自在に出せるようになる。檻を切断し天狗ポリスを斬りつけるなど脱獄に活用し、第85話では操られたミウの説得に気を取られた鬼太郎を刺して瀕死の重傷を負わせた。
見上げ入道
月曜ドラマランド版において、戦いで部下を失い不利になった際に、巨大な頭部がさらに膨らみ、そこからのびあがりが分離、巨大化して見上げ入道へ変貌し、「秘法霊界流し」で鬼太郎と人質の少女・関京子のみ霊界へ送り込み、最後の勝負に挑んだ。
コンクリート
原作『妖怪ぬらりひょん』および、それを基とするエピソード（アニメ第1作第12話、第3作第4話、第4作第78話、第5作第8話）で罠に嵌めた鬼太郎をコンクリート（通常のコンクリートだが、第4作のみ妖力を吸収する妖怪コンクリートという設定）で固めて葬ろうとしたがいずれも失敗し復活した鬼太郎の反撃を食らう羽目になる。『異聞妖怪奇譚』ではコンクリートブロックを振り下ろして相手を殴りつける必殺技として使用。
棍棒
『異聞妖怪奇譚』で使用。手に持った棍棒で相手の頭部を殴る。
火炎
『最新版』にて「食妖鬼」の状態で、戦車隊に向かって火炎を吐いた。

## 映像作品における変遷

### キャスト
- アニメ
  - 槐柳二（第1期：第12話）
  - 千葉耕市（第3期：第4話）
  - 青野武（第3期・第5期）
  - 西村知道（第4期）
  - 大塚明夫（第6期）[1]
- ゲームでの声の出演
  - 滝口順平（『異聞妖怪奇譚』）
- 実写
  - 夏樹陽子（テレビドラマ・月曜ドラマランド『ゲゲゲの鬼太郎』 ※人間態・「女ぬらりひょん」役で出演）
  - 汐路章（オリジナルビデオ『妖怪奇伝ゲゲゲの鬼太郎 魔笛エロイムエッサイム』）
  - 緒形拳（映画『千年呪い歌』）

### アニメ版
第1シリーズ（昭和43年〈1968年〉1月3日 - 昭和44年〈1969年〉3月30日）
第12話にゲストキャラクターとして登場。先述の通り、鬼太郎を苦しませはするが敵ボスとしての登場ではなく、一妖怪として登場。爆弾テロの他に、目玉おやじによると交通事故の誘発や嬰児交換といった悪事も行っている。蛇骨婆の忠告を受けて鬼太郎を排除するべく行動を開始するが、原作同様に最後は鬼太郎に騙され「先祖流し」で先史時代に流されてしまう。
第3シリーズ（昭和60年〈1985年〉10月12日 - 昭和63年〈1988年〉2月6日、地獄編は昭和63年〈1988年〉2月8日 - 3月21日）
本作以降、シリーズを通して複数話に渡り鬼太郎と敵対する準レギュラーキャラクターとして登場する。外見は原作や第1作に比べ鋭い目つきで、より悪党らしい顔付きになっている（第4話冒頭のみ、原作や第1作に近い顔）が、性格描写などはそれほどシリアスではなく、毎回鬼太郎にやられては朱の盆と漫才のような掛け合いをしつつ逃走するなど、コミカルでお茶目な描かれ方がされることもある。時に悪党妖怪たちのリーダー格となり「総大将」とも呼称されるがほぼ自称で、実際に妖怪たちの頂点に立っているわけでもなく妖怪たちがぬらりひょんと話す時も（朱の盆以外は）対等な口調・態度であり、常に付き従えている部下も朱の盆だけで、毎回他の妖怪を唆して鬼太郎に挑むことが多く、強い妖怪と組む時などは逆に「先生」と呼んで下手に出ることもある。
第4話で初登場、原作同様鬼太郎に騙され先史時代に流されるが、そこから数万年を生き延び強敵として度々登場した。特に第3作劇場版『激突!!異次元妖怪の大反乱』では妖怪皇帝を名乗って多くの妖怪を率いて東京を制圧。最後は鬼太郎との一騎討ちを演じ、顔を切られ国会議事堂から転落して、この時は行方不明となった。
4話ではビル爆破後に自分の経営する建設会社で稼ぐ、16話で指名手配犯達と取引、45話でホテル業者を乗っ取る、60話で環境回復を願う人間たちにダイダラボッチの封印を解かせる、104話で暴力団を鬼太郎たちが手伝う宿に行かせ嫌がらせをさせる、といった具合に、他シリーズと比べ人間を部下や顧客にした悪事も目立つ。
51話では参加各国の支配権を懸けた「世界妖怪ラリー」を開催。朱の盤でも勝てるような弱小妖怪を招いたつもりがバックベアードを初め超一流の強豪が揃って集まり、慌てた末に（朱の盤から強豪妖怪参加を聞いた際の表情と仕草は、ディフォルメされた間抜けな顔のギャグ描写でコミカルさが強調されていた）鬼太郎が主催者兼日本代表だと選手たちに吹き込んで逃亡（あわよくば日本妖怪の鬼太郎への信用を失墜できるという思惑もあった）。結局、鬼太郎が日本妖怪の誇りにかけて奮闘の末に優勝し、「各国を支配する気はない」と表明されたことで丸く収められた。
58話では鬼太郎と親しい天童ユメコに目を付け、朱の盤と目目連に誘拐させ人質に取るが、彼女の優しさに触れ惚れた朱の盤が逃がし鬼太郎ファミリーと合流され失敗。86話で悪夢の軍団を使って鬼太郎一行を捕えた時もこれが元で、朱の盤がユメコを逃がそうとしてリモコン下駄を返したため拘束を解かれてしまう。
91話では妖怪の天敵・ヒ一族に鬼太郎を倒す依頼を試みたが拒否され、人形にされてしまう。彼の配下（朱の盆の他に、かつて鬼太郎たちに成敗され、その後ぬらりひょんの世話になった多くの悪党妖怪たちを含む）と鬼太郎の仲間との一時共闘でヒ一族と黒幕の女夜叉を倒し、鬼太郎からこれを機に和解しようと持ちかけられたが拒否、両者は再び敵味方に分かれる。
「地獄編」でもその悪辣ぶりと執念深さは変わらず、地獄の奥の院から盗んだ天叢雲剣の力で鬼太郎たちを苦しめ続けたが、最後は鬼太郎に剣を折られた挙句に、離反した朱の盤の体当たりを受けて共に地獄の溶岩に沈んでいった。
後日談的な内容のゲーム『ゲゲゲの鬼太郎 復活! 天魔大王』（スーパーファミコンで平成5年〈1993年〉2月5日発売）では黒幕として登場し、天魔大王復活を企む宇宙妖怪と結託し1999年の鬼太郎を処刑するが、過去から駆け付けた鬼太郎の髪の毛針を食らって負傷。宇宙妖怪に助けを求めるも、用済みとして始末される末路を辿った。
第4シリーズ（平成8年〈1996年〉1月7日 - 平成10年〈1998年〉3月29日）
第46話で初登場。顔立ちは原作や第1作に近い。妖怪大裁判で鬼太郎の担当弁護士を務めていたが、第47話で実は鬼太郎に罪を着せて陥れようとした真犯人であることが露見し、古代流しの刑に処せられた。第54話で舞い戻って以降は第3作のイメージを踏襲し、「全ての妖怪を支配する」という野望の邪魔となる鬼太郎を倒すために様々な知略を巡らせ（偽の手紙で鬼太郎を誘い出すなど）、居合いを使用して鬼太郎と対決する場面も多く描かれたが、歴代シリーズの中で間抜けな性格やコミカルさが強調され、結託した相手に裏切られたり仕返しを受けることも多い。
第64話では月にかざすと一度だけどんな願いも叶える「妖怪石」を懸けて妖怪ラリーを開催。選手への招待状や観客用のテレビに凶悪化電波を発する粉を仕込み、選手は障害で全滅させ観客は支配下に置く計画だった。だが鬼太郎宛の招待状をねずみ男が横取りして引っかかったことで計画が狂い、正気のまま参加して優勝した鬼太郎に追われ逃亡。鬼太郎は妖怪石の願いでぬらりひょんの企みの被害者全員を救った。
第78話では蛇骨婆と共に妖怪を封じるために作られた「古代岩」の結界と霊力を吸って固まる「妖怪コンクリート」をつかって鬼太郎を騙して封印しようとするが封印を免れたリモコン下駄の報復を受け、落雷によって古代岩の結界は解け、さらに妖怪コンクリートの妖力を逆に吸い取ることで3日かけて完全に復活した鬼太郎によって逆にコンクリートの中に朱の盆共々引きずり込まれ「しばらく頭を冷やすんだな」と言われそのまま放置された。
その後どのようにして抜け出したかは不明だが第83話で朱の盆と共に再登場。第92話では妖怪樹を強力な妖怪植物兵器に進化させ再び鬼太郎を討たんとするも百目の子の能力「妖術・金縛り」によって妖怪樹の操作が効かなくなり山に墜落した。
一度は第96 - 99話にて強大な妖力を得て「妖怪王」となって日本を征服するものの、失敗を繰り返して日本中の妖怪たちの信用を完全に失って落ちぶれていく。
第101話では一刻堂に500年前に自分と彼の先祖が交わした約束を理由に鬼太郎たちの始末を依頼するが、あと一歩の処で迂闊に鬼太郎の名前を叫んでしまい鬼太郎がすべてを思い出したため失敗。一刻堂は元々不本意だった約束を無効にしてぬらりひょんと完全に縁を切り鬼太郎たちと和解した。一刻堂の台詞によると、伝承の通り本来の姿はタコであるとあかされた。なお、第101話の脚本を書いた京極夏彦によると、当初は妖怪王編のラストの第99話でぬらりひょんは死ぬ予定だったが、それを知らなかった京極が書いた脚本にぬらりひょんが登場していたため、急遽生き残ることになったという。
最後の出番の第113話ではねずみ男に騙されて弱い三匹の刺客を雇ってしまう無様な幕引きとなった。
第5シリーズ（平成19年（2007年）4月1日 - 平成21年（2009年）3月29日）
日本の悪党妖怪の元締め的な存在とされ、長年に渡る鬼太郎の宿敵として登場。顔のしわは過去作品ほど描き込まれず、眉毛が非常に濃く後頭部が長い外見をしている。これまでのシリーズでのコミカルな面も見せるが、シリアスな面も増え、悪の親玉の風格を漂わせ「日本妖怪の総大将」の異名に相応しい貫禄と実力を持ち、鬼太郎から「煮ても焼いても食えない、生まれついての悪党」「悪意が計り知れない」と語られており、対するぬらりひょんは鬼太郎を「妖怪のくせに正義面」と吐き捨て、彼が人助けを行っていることを「実にくだらん」と評している。歴代シリーズの中でも特に鬼太郎の抹殺に主眼を置いて行動し、自らの手で鬼太郎に止めを刺すつもりでいるが、鬼太郎に「お前は私の生きがいだ」と告げたり、他の者が鬼太郎を殺そうとした際も陰で助ける、鬼太郎に会いたがるなど、彼と戦うことを楽しみにしている節もある。戦闘力も高く、素早い動きや剣技を駆使して鬼太郎や蒼坊主とも対等に交戦している。本作では朱の盆の他にも多数の配下を従えて一味を形成しており、他のシリーズと比べ仲間想い（一度は朱の盆を仕方なくクビにするも、後述の妖怪城復活を理由に帳消しにするなど）で、時に人情味ある部分も見せる。また本人曰く悪運が強く、比較的に悲惨な末路を辿っていない。複数のアジトを所持しており、第8話ではビルのフロア内に日本庭園と家屋を建てた豪華なものだったが、第17話での再登場時は港の倉庫に没落している。
第4話、第7話の結末で事件の黒幕としての存在を匂わせ（オープニング映像では本編登場以前から朱の盆や蛇骨婆と共に登場している）、第8話から本格的に姿を現す。鬼太郎を誘き寄せるためにわざわざ火災を起こすという非道な行いを見せ、綿密な策略によって鬼太郎を討ち取る寸前まで追い詰めたが、百々目鬼の裏切りによって失敗。その後の戦闘で髪の毛剣で額を斬りつけられ負傷し撤退、秘薬を塗ろうとした蛇骨婆を拒絶し「この傷はむしろ治らんほうがいい。このままな」と、臥薪嘗胆の誓いとして傷を残す（以降は額の傷をトレードマークとしている）。西洋妖怪の頭目・バックベアードとは一応の協力関係を築いており、第26話では「皆殺しの矢」を譲り受け、第59話では「グレムリンによる作戦に横槍を入れないで欲しい」というベアードからの要請を承諾する。
第30話で片車輪を使った鬼太郎抹殺に失敗し、朱の盆、蛇骨婆と共に天狗ポリスに逮捕された。その後、第39話で「石詰め五千年刑」の執行寸前、旧鼠の呼んだかまいたちの助力と獄中で新たに身に着けた鉄の爪で護送の檻を切断し脱獄、かまいたちを「鬼太郎を倒す機会をやる」と言って仲間に加え、一味を引き連れて逃亡する。
第59話で妖怪城の捜索と封印を解く計画に取り掛かかり、第61話で妖怪城の主・たんたん坊から妖怪城とその操縦装置を奪取することに成功。第72話で修理した妖怪城を家鳴りの力で復活させ、「日本妖怪の頂点に立てる」と言われるほどの力を手に入れるが、第85話で鬼太郎の獄炎乱舞によって津軽海峡に撃沈され、しばらくの間傷を癒すように妖怪城に言い渡しその場を去り、それ以降の放送版では登場しなくなった（なお、当初第5作の放送はもっと続ける予定だったため中途半端に終わった設定などが多い）。
劇場版『日本爆裂!!』では、朱の盆や蛇骨婆と悪者妖怪サミットに日本代表として参加。「くだらん会議」と退屈していたが、日本が消滅するとの急報に驚愕する。「日本はヤトノカミによって滅びる」と決め付けたバックベアードたちへの反感もあって、窮地に陥った鬼太郎を「頑張らんか！」と応援し、鬼太郎たちの活躍でヤトノカミが倒され日本が救われたことを「なんたる幸運」と言ったベアードに対して「幸運？バカを言うな！これぞ日本妖怪の底力よ!!」と返し、上機嫌で高笑いしながらサミットを去った。
第6シリーズ（平成30年〈2018年〉4月1日 - 令和2年〈2020年〉3月29日）
第76話から幕を開けた「最終章ぬらりひょん編」に朱の盆と共に登場。前章の「地獄の四将編」に於いて大逆の四将を解き放った張本人であることを第77話で自ら明かし、間接的に鬼道衆の里を滅ぼし石動零の人生を大きく狂わせた真の黒幕でもあることが判明している。顔つきがこれまでのシリーズと違い、水木の妖怪事典の絵に忠実に描かれており、歴代中最もシリアスで常に堂々と振る舞い、手先の妖怪が敗れ黒幕が自分であることが暴かれても過去のシリーズのように悔しがりながら慌てて逃走したりはせず、泰然自若とした様子でむしろ自ら仄めかし「これも想定内」と悠然と立ち去る傾向にある。敵味方問わず丁寧語の口調で応答し鬼太郎を「君」付けで呼び、歴代の中でも特に奸知や話術に長け、言葉巧みに周囲を翻弄し人心掌握および扇動や交渉を行う（元々は人間への害意が少なかった妖怪をもテロ活動に煽り立てたほど）など老獪さが際立っている。政治家に賄賂を贈るなど人間の政界にも顔が効くらしいが「人間と妖怪の共存はありえません」と語り、人間・妖怪を問わず自身の利益にならない者や用済みとなった者、目障りな者は躊躇無く始末するなど、原作や過去のシリーズ以上に利己的で冷酷かつ残忍な性格の謀略家であり、「例え閻魔の前でも、ぬらりくらりと言い逃れしてみせましょう」と不敵に語る豪胆さと死をも恐れない覚悟も持ち、対面した鬼太郎や犬山まなは言い知れぬ迫力に気圧されている。戦闘シーンは一度もないが、拳銃や仕込み杖などの武器を所持しており、ねずみ男を直に斬殺しようとした。
鬼太郎や目玉おやじとは旧知の間柄で、人間を滅ぼしこの世を妖怪の手に取り戻す「妖怪復権」のために行動し、過去のシリーズとは違い「鬼太郎の抹殺」や「全ての妖怪を支配する」ことには全く関心が無い。爆弾テロで人間同士の不信感を煽ったり、人間に不満を持つ妖怪を焚きつけ暴れさせてその騒ぎを自身が収め妖怪の信頼と共感を得ることで賛同者を集めるマッチポンプを仕組んで鬼太郎が「十分な解決ができなかった」「妖怪は倒しても非のある人間を成敗しない」点を強調し妖怪側の不興を買わせたり、大逆の四将や天邪鬼のように指図を受けないことを計算の上で妖怪を解き放ったりといった数々の悪事を行っている。朱の盆以外は駒程度にしか考えていないが、第95話では計画の犠牲になった妖怪に対し「すべてが終わったら鎮魂碑を建てる」と述べ、最終話では「同志の命を無駄に散らした責めは負う」と悪党なりの責任や矜持を伺わせており、「痩せても枯れても、このぬらりひょん……」という台詞を口癖として度々発している。
本編登場以前に改元によって地獄を守る呪術の力が弱まった隙をついて大逆の四将を牢獄から脱獄させ、鬼太郎が邪魔をするだろうと彼らに忠告している（第51話で目の前に鬼太郎が現れた際に鵺が「あいつから聞いた通りだ」と発しており、後に第77話で、その人物がぬらりひょんではないかと推察されている）。四将を脱獄させた目的は「この世の理を破壊し、人間を混乱に陥らせる」ためだったと語っており、ひいては「妖怪対人間の戦争」を起こすという陰謀の布石の一つでもあったことが示唆されている。
第77話序盤でゲゲゲハウスに現れ、鬼太郎たちへ宣戦を布告。終盤で鬼太郎が猫に虐待をして猫仙人に監禁された人々を解放した（猫仙人に猫に変えられていた人々は元に戻り感謝し、改めて猫を大切にする気持ちを持ったが、監禁から解放された人々は自らの罪を認めず開き直り、激怒した猫娘に脅され恐れをなして洞窟から逃走した）様子を同志の妖怪たちに目撃させ、鬼太郎に対する不信感を煽らせた。
第82話では軍資金調達にぬっぺっぽうを利用して老化クリーム事件を起こし、終盤で姿を現すと人々から奪った若さのエキスの在りかをあっさり教え、荒稼ぎした軍資金と共に消え去った。
第85話では七人同行を使ってダイダラボッチを復活させるが、鬼太郎が陽動を行っている間に門倉に脳を破壊され、2人の連携を称えながら立ち去った。
第89話では妖怪を弾圧する「妖対法（妖怪による不当な行為等に関する法律）」の成立を総理が計画していることを手の目に教えて関係者を襲わせる一方で、買収した人間から入手した法案書類を鬼太郎にも見せて動揺させる（実はこの時、手の目が鬼太郎の手を乗っ取ることに助力していた）。その後、手の目が自爆テロで最期を遂げたことを祭り上げ引き合いに利用し、妖怪に人間への決起を呼びかける檄文をばら撒いた。
第92話冒頭では天邪鬼を復活させたが、天邪鬼は他人から指図されることを嫌うと知っていた故に好きにさせることにし、その場から速やかに去って行った。そのため、鬼太郎たちはおろか天邪鬼も関与に気付かなかった。
第94話では富士の洞窟の御神体を破壊して埴輪武者を暴走させるが、真の目的は富士のエネルギーを手に入れることであり、不死見温泉から鬼太郎たちが去った後に寝肥りを襲ってエネルギーの収められた土器を奪い取る（寝肥りを襲い重傷を負わせたことを示唆する描写があるが、寝肥りは生存している）。その後バックベアード城を訪れ、富士のエネルギーを提供しバックベアードを復活させ、最強の共通の敵（＝鬼太郎）を倒すための同盟を結んだ。
第95話冒頭で妖怪大同盟による東京での大規模テロを行い、「妖対法」の成立後は他の妖怪テロリストの潜伏場所を敢えて警察に通報することで、さらに人間と妖怪の対立を激化させる。妖怪大同盟に対する共闘の話し合いに首相官邸を訪れた鬼太郎を総理に殺害させ（総理は自分の意志で行動したつもりだが、実際はぬらりひょんの思惑通りに動かされていただけに過ぎなかった）、その後に妖対法の特殊部隊に囲まれていたねずみ男の前に現れ、朱の盆と西洋妖怪三人衆によってその場にいた特殊部隊を皆殺しにする。鬼太郎を殺した元凶としてねずみ男に詰め寄られるが、「私を殺したとして、あなた一人で人間に復讐できますか？」と逆に問い詰め人間への憎悪や復讐心を煽り、ねずみ男を妖怪大同盟に迎え入れた。
第96話では鬼太郎の死を利用してゲゲゲの森の妖怪たちを扇動し、彼の弔い合戦として第二次妖怪大戦争を勃発させ、妖怪側が優勢になると用済みとなったバックベアードと西洋妖怪三人衆に西洋妖怪が苦手なレックス・ネモレンシスの神聖な血液を混ぜたワイン「ルゲシ・ド・ズミーキ」（疑うバックベアードたちの前で毒見して見せたが、日本妖怪には無効なため騙し通せた）を飲ませ始末する。その後ねずみ男に「犬山まなが鬼太郎を中立から人間寄りにしたすべての元凶」と唆し銃殺させようとするが、結局拒否したねずみ男を用済みと見なし、自らの手で始末しようとした際にぬらりひょんに騙されたことに激怒したバックベアードが暴走状態で姿を現す。いずれバックベアードが爆発して地球全体を巻き込みかねない想定外事態となり、目玉おやじに争っている場合ではないと諭されても「人間と手を組むなんて決してありえません」と語り、付近で起こった爆発に乗じ逃亡する。
最終話で復活した鬼太郎と仲間たちの尽力によって妖怪と人間が和解したことで事態が収拾し自身の野望も完全に阻止され敗北を認めたが、鬼太郎との和解を拒否すると自分の非や人間の存在を認めないまま死を選び、不敵な笑みと共に捨て台詞を残すと自爆して消滅する最期を遂げた。

### 実写
月曜ドラマランド「ゲゲゲの鬼太郎」（1985年8月5日放送）
映像作品では初めてラストボスとして登場。人間界で吸血鬼エリートなどの妖怪たちを配下に置き、妖怪帝国建設のために人間の女性の姿に化け、「ぬらり塾」塾長になっていた。様々な手段で鬼太郎を窮地に追い込むもことごとく退けられ、霊界での戦いでぬらりひょんの正体を現した。正体は明かしておらず、正体を見たねずみ男に「俺はこんな奴に惚れてたのか!」と言われた。そして刀からビームを発射したり、のびあがりと融合していたりと活躍した。
ビデオドラマ「妖怪奇伝ゲゲゲの鬼太郎 魔笛エロイムエッサイム」（1987年発売）
「最新版」やアニメ映画『激突!!異次元妖怪の大反乱』のように軍服を着てサーベルを差し、朱の盆と共に登場した。人間を恨む桜の精・桜子と手を組む。彼女に求婚したが断られた上に、人間への態度を和らげ奪った生気を解放しようとしたのに怒り、毒井戸で処刑しようとする。最後は部下たちと合体して鬼太郎との一騎討ちの末、取られたサーベルで貫かれ毒井戸の底に消えた。その後エンディングにてカブトムシの姿で生き延びていたが、霊界郵便配達人（演：水木しげる）に偶然踏まれる描写がある。
映画「ゲゲゲの鬼太郎 千年呪い歌」（2008年7月12日公開）
実写映画版では2作目に登場し（2007年春に公開された1作目には未登場)、同年10月5日に死去した緒形拳が映画で演じた最後の役となった。千年杉で作った杖を武器としており、「かごめ女事件」の裏で暗躍し、人間を滅ぼすためにがしゃどくろを蘇らせるも、復活に必要な魂を集めさせるのに騙して利用した濡れ女の怒りががしゃどくろに宿ってしまったことで逆に凪ぎ払われ消息不明になった（ノベライズ版では、がしゃどくろが倒された後に彼らしき者が壊滅したアジトを訪れている描写がある）。

## 部下・協力者の一覧
各員の詳細は、名称のリンク先および「ゲゲゲの鬼太郎の登場キャラクター」を参照。

### 複数シリーズに跨る者
蛇骨婆：原作「妖怪ぬらりひょん」およびアニメ化作品（第1作12話、第3作4話、第4作78話）、アニメ第3作（劇場第4作、112話）、アニメ第5作、「千年呪い歌」
朱の盆：アニメ第3作以降、「魔笛エロイムエッサイム」、「妖怪千物語」
見上げ入道：月曜ドラマランド、アニメ第4作96話、「妖怪千物語」
本所七不思議の妖怪達：1980年代「最新版」2話、アニメ第3作108話
夜行さん：1980年代「最新版」2,6話、アニメ第3作113話
のっぺらぼう：アニメ第3作16話、「妖怪千物語」
逆柱：1980年代「最新版」4話、アニメ第4作83話
土蜘蛛：1980年代「最新版」7話、アニメ第3作（劇場第4作）
ヨナルデパズトーリ：1980年代「最新版」8話、アニメ第4作96話
ブイイ：1980年代「最新版」9話、アニメ第4作98話
再生妖怪軍団 / 悪夢の軍団：1980年代「最新版」10話、アニメ第3作86話
鉄鼠：1980年代「最新版」17話、アニメ第3作112話、「魔笛エロイムエッサイム」
五徳猫：1980年代「最新版」17話、アニメ第3作112話、アニメ第4作113話
がしゃどくろ：アニメ第3作（劇場第4作）、アニメ第4作96話、「千年呪い歌」
ダイダラボッチ：アニメ第3作60話、アニメ第4作96話、アニメ第6作85話
ぬれ女：「魔笛エロイムエッサイム」、「千年呪い歌」
烏天狗：「魔笛エロイムエッサイム」、「国盗り物語」10話
河童：「魔笛エロイムエッサイム」、アニメ第4作71話
家鳴：「魔笛エロイムエッサイム」、アニメ第5作72話
ぬっへっほふ / ぬっぺっぽう：「魔笛エロイムエッサイム」、アニメ第6作82話
邪魅：アニメ第3作108話他、第4作54話、第6作89話 - 97話
百々爺：アニメ第4作46,47話、「妖怪千物語」
バックベアード：アニメ第4作96 - 98話、第6作94 - 96話
手の目：「千年呪い歌」、アニメ第6作89話

### 原作・派生漫画
「野球狂の巻」
モンロー、貧乏神、フランケンシュタイン、なまはげ、他
1980年代「最新版ゲゲゲの鬼太郎」
わいら＆サガリ：3話
逆柱、野ぶすま：4話
百鬼夜行衆（夜行さんの部下）：6話
黒小鬼、土蜘蛛、岩竜、一つ目巨人：7話
砂男：11話
黒雲主：22話
「鬼太郎国盗り物語」10話
輪入道部隊、一つ目部隊、狸部隊、カラス天狗飛行隊、ひとだま食い
「妖怪千物語」
まくら返し、水虎、泥田坊、他

### アニメ
第3作
南方妖怪軍団（アカマタ、やし落とし、チンポ）、キジムナー、蛟龍：劇場第1作
あしまがり：第45話
目目連：第58話
ダイダラボッチ：第60話
怪気象の妖怪達（ぐわごぜ、朧車、あやかし、土蜘蛛、がしゃどくろ、蛇骨婆、鬼女、一本だたら、火車、山童、白溶裔、すねこすり、小豆とぎ、他）：劇場第4作
火車：劇場第4作、第108話
釜鳴り、モウリョウ：第108話
辻神：劇場第4作、第115話
地獄の妖怪達（首狩り三人衆〈ミミズ男、クモ男、サソリ女〉、空飛ぶ魚、三途の川の大蛇、奪衣婆、閻魔大王、鬼、鉄鼠＆五徳猫、針山の蛇骨婆、地獄武者＝夜行さん、餓鬼、火男、ヌルリ坊）：地獄編（第109 - 115話）
第91話ではヒ一族とも結託しようとしたが失敗。
第4作
百々爺：第46,47話
邪魅：第54話
半魚人＆妖怪イカ：第60話
妖怪ラリーのガイコツ（実況アナウンサー）：第64話
ヤマタノオロチ：第74,96話
蛇骨婆：第78話
逆柱：第83話
妖怪樹兵器：第92話
西洋妖怪（バックベアード、西洋妖怪四天王（こうもり猫、グルマルキン、ブイイ、ジャイアント）、ヨナルデパズトーリ、ウーストレル、ポルターガイスト、ゴーレム）：妖怪王編（第96 - 99話）
一刻堂（人間の言霊使い）：第101話
吸血樹＆アジアの最強吸血妖怪三人衆（ペナンガラン、ランスブイル、アササボンサン）：第104話
三匹の刺客（五徳猫、如意自在、山爺）：第113話
第69話では悪魔ブエル、第71話ではかわうそとも結託しようとしたが失敗。
第5作
海座頭：第4話
真白（雪女）、雪入道：第7話
百々目鬼：第8話
カニ坊主、旧鼠：第8話 -
かまいたち：第39話 -
火取り魔：第17話
「皆殺しの矢」の悪霊：第26話
片車輪：第30話
たんたん坊、二口女：第61話
妖怪城＆四龍（土龍、水龍、炎龍、風龍）：第61,72,85話
妖怪城の花嫁＝アマミ一族ミウ：第85話
第6作
土転び：第76話
猫仙人：第77話
ぬっぺっぽう：第82話
七人同行、ダイダラボッチ：第85話
手の目：第89話
邪魅：第89話 - 第97話
天邪鬼：第92話
埴輪武者：第94話
バックベアード軍団（バックベアード・狼男ヴォルフガング・ヴィクター・フランケンシュタイン・吸血鬼カミーラ）：第94話 - 第96話
妖怪大同盟（邪魅、ねずみ男、舞首、雪入道、山爺、がんぎ小僧、あまめはぎ、わいら、加牟波理入道、手長足長、釜鳴り、赤頭、岩魚坊主、畑怨霊など）：第95話 - 第97話

### 実写
テレビドラマ・月曜ドラマランド「ゲゲゲの鬼太郎」
見上げ入道 = のびあがり、おっかむろ、あみきり、吸血鬼エリート
ビデオドラマ「妖怪奇伝ゲゲゲの鬼太郎 魔笛エロイムエッサイム」
桜子（桜の精）、夜道怪、ぬっへっほふ、川猿、他
映画「ゲゲゲの鬼太郎 千年呪い歌」
蛇骨婆、なみ（濡れ女）、がしゃどくろ、サトリ、手の目、夜叉